# Sommarøy
Sommarøy ist eine Ortschaft in der norwegischen Kommune Tromsø in der Provinz (Fylke) Troms. Der Ort hat 308 Einwohner (Stand: 1. Januar 2024).

## Geografie
Sommarøy ist ein sogenannter Tettsted, also eine Ansiedlung, die für statistische Zwecke als eine städtische Siedlung gewertet wird. Der westliche Teil des Fischerdorfs liegt auf der Insel Hillesøya, der östliche auf Sommarøya. Beide Inseln sind lediglich durch eine schmale Meerenge voneinander getrennt und über eine Brücke miteinander verbunden. Das Dorf ist von weiteren kleineren Inseln und Holmen umgeben.

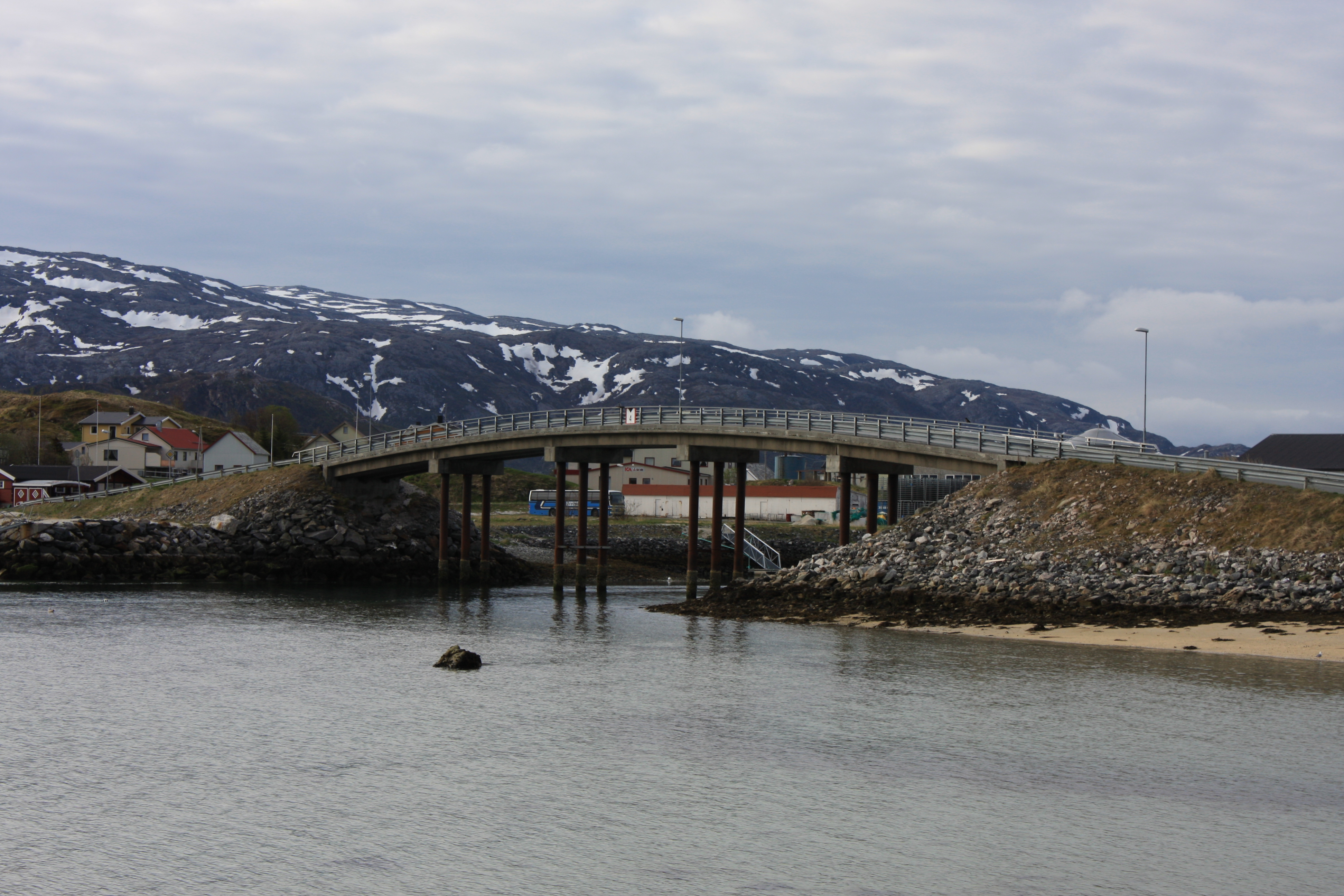
Brücke zwischen Hillesøya und Sommarøya
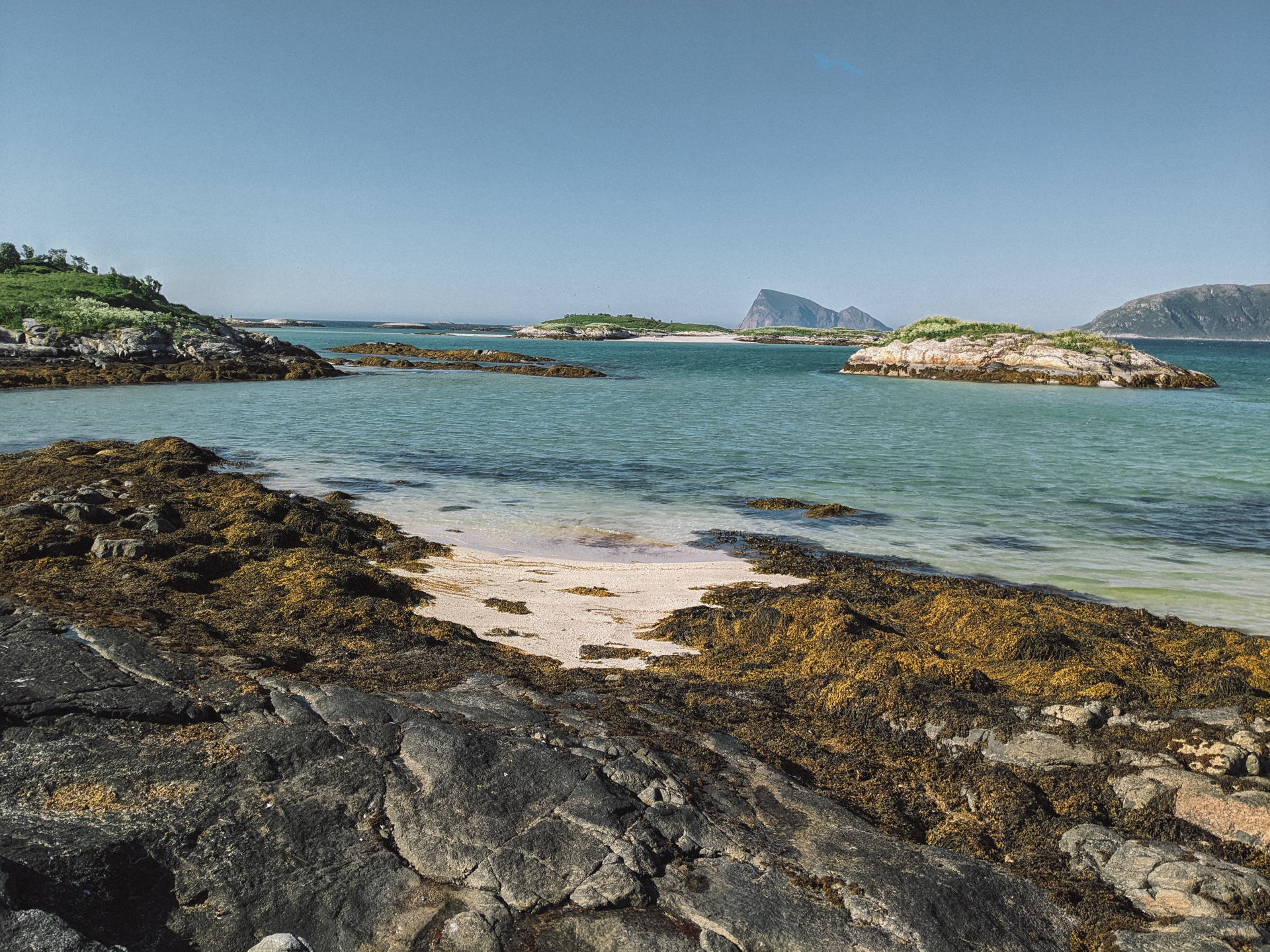
Strand im Norden von Sommarøy

## Wirtschaft und Infrastruktur

### Wirtschaft
Die lokale Wirtschaft basiert hauptsächlich auf der Fischerei. So sind in Sommarøy eine größere Fischereiflotte sowie mehrere Betriebe der Fisch verarbeitenden Industrie vorzufinden. Der für das Dorf wirtschaftlich ebenfalls bedeutende Tourismus basiert auf maritimen Ressourcen und Aktivitäten, unter anderem der Walbeobachtung.
Im Juni 2019 sorgte eine Marketingkampagne über die Bewohner Sommarøys für internationale Berichterstattung. Im Rahmen der Kampagne wurde behauptet, dass die Einwohner des Dorfes aufgrund der Mitternachtssonne im Sommer ihre Uhren und die Zeit abschaffen wollten. Über das angebliche Begehren berichteten unter anderem CNN, Der Spiegel und The Guardian. Die Tourismuskampagne war von der für Tourismusmarketing zuständigen halbstaatlichen Gesellschaft Innovasjon Norge initiiert worden. Die Tatsache, dass Innovasjon Norge nicht deutlich als Absender der zugrundeliegenden Pressemeldung zu erkennen war, führte insbesondere bei norwegischen Medien zu Kritik. Die Gesellschaft kündigte einige Zeit später an, fortan die Pressemeldungen deutlicher kennzeichnen zu wollen.

### Verkehr
Sommarøy ist über den Fylkesvei 7766 mit der weiter östlich gelegenen Kvaløya verbunden. Sowohl die Stadt Tromsø als auch das Festland können ohne Fähre erreicht werden.

## Religion
Im Jahr 1892 wurde in Sommarøy eine eigene baptistische Gemeinde gegründet. Deren Kirche, die Sommarøy kirke, befindet sich auf Sommarøya. Die nächstgelegene Kirche der Norwegischen Kirche befindet sich mit der Hillesøy kirke auf Kvaløya.

## Name
Der Name Sommarøy (deutsch Sommerinsel) rührt daher, dass der Ort ursprünglich nur im Sommer bewohnt war.

## Persönlichkeiten
- Wanny Woldstad (1893–1959), erste Eisbärenjägerin auf Spitzbergen